# بخش تامالینسکی
بخش تامالینسکی (به لاتین: Tamalinsky District) یک منطقهٔ مسکونی در روسیه است که در استان پنزا واقع شده‌است.